# Christian Huygens
Pour les articles homonymes, voir Huygens.
Christiaan Huygens (/ˈkrɪstijaːn ˈɦœyɣə(n)s/), Christianus Hugenius en latin et Christian Huygens en français, né le 14 avril 1629 à La Haye (dans les Provinces-Unies) et mort le 8 juillet 1695 dans la même ville, est un mathématicien, astronome et physicien néerlandais.
Il est considéré comme un alter ego de Galilée, notamment pour sa découverte de Titan qu'il décrit dans Le Système de Saturne (1659) où il fait une première description exhaustive du Système solaire à six planètes et à six lunes, avec une précision alors inégalée. Pour la première fois, il est possible d'avoir une idée de la dimension du système, de l'éloignement des étoiles et de la position exacte de la Terre en son sein, ainsi que de sa dimension exacte, nettement plus grande que Mars ou Mercure, à peine plus grande que Vénus, mais nettement plus petite que Jupiter et Saturne.
Il construit également la première horloge à pendule, qui améliore la précision des horloges existantes de 15 minutes à 15 secondes par jour (1656). Huygens est généralement crédité pour son rôle déterminant dans le développement du calcul moderne, en particulier pour avoir développé les techniques de sommation et d'intégration nécessaires à la découverte de l'isochronisme de la cycloïde. En sciences physiques, il est notoire pour la formulation de la théorie ondulatoire de la lumière et le calcul de la force centrifuge.

## Biographie

### Jeunesse
Dans l'Europe du XVIIe siècle, plus précisément dans la république des Provinces-Unies, le nom de Huygens évoque une famille au service d'un jeune État. Le père de Christian reçoit le nom de Constantijn, en hommage à la constance des habitants de Bréda lors des cinq sièges de la ville.
Christian Huygens est le fils de Constantijn Huygens — poète et diplomate — et de Suzanna van Baerle, une femme très cultivée. Il naît à La Haye le 14 avril 1629 et grandit entouré, en bruit de fond, du grondement des batailles contre les Espagnols. Son frère Constantijn et lui sont les aînés d'une fratrie de quatre garçons et une fille. Éloigné de ses enfants par ses obligations, Constantijn père prend néanmoins soin de leur programme d'études — assumé par leur professeur de latin, Hentk Bruno — et le supervise. Il tient un journal dans lequel il prend note des progrès de ses enfants. Christian bégaie, mémorise mal, dodeline de la tête et aime parler seul mais, dès l'âge de huit ans, sa progression devient météorique. Sa mère est morte d'une infection deux mois après son dernier accouchement et il refuse longtemps d'abandonner le deuil.
À l'âge de quatorze ans, il refuse d'apprendre par cœur des poèmes de Virgile et veut faire de l'arithmétique. Ses premiers tuteurs sont des étudiants en théologie et des poètes ; l'enfant ne pose guère de problèmes lorsqu'on le laisse tranquille, mais il offre une résistance diamantine lorsqu'on l'oblige à gaspiller son intelligence pour des choses qui ne l'intéressent pas. Lorsque Christian a quinze ans, son père renonce et engage un professeur particulier, le mathématicien Jan Stampioen, qui établit pour l'adolescent un vaste programme de lectures incluant les œuvres de Ptolémée, Copernic, Stevin, Brahe, Kepler et même Descartes, tous les rénovateurs du savoir astronomique. Il met son élève au courant des domaines scientifiques les plus d'actualité, mais il lui conseille d'essayer, dans la mesure du possible, de tirer lui-même ses propres conclusions au lieu d'assimiler celles d'autrui. Constantijn respecte la curiosité scientifique de son fils, mais ne renonce jamais au vœu d'en faire un parfait homme de cour. Avant d'entrer à l'université, Christian connaît la rhétorique et l'escrime, joue du luth, de la viole de gambe et du clavecin, monte à cheval, chasse, chante, danse, patine sur glace et peint. En plus de sa langue maternelle — le néerlandais —, il maîtrise le grec, le latin, l'italien et le français. Mieux encore, il est habile dans l'art de converser et sait se conduire en parfait aristocrate.
À seize ans, Christian s'inscrit à l'université de Leyde pour y suivre deux cours de jurisprudence par jour et un cours de mathématiques, discipline que lui enseigne Frans Van Schooten, pédagogue de talent. Au bout de deux ans, Christian est envoyé au Collège d'Orange à Bréda, moins performant du point de vue scientifique, où il étudie le droit. Dans une lettre de présentation, son père présente Christian au comte Henri de Nassau-Siegen qui, en octobre 1649, l'embauche en mission à l'ambassade au Danemark. La mort précoce de Guillaume II d'Orange-Nassau marque un coup d'arrêt à la carrière diplomatique de Christian : la loyauté des Huygens à la maison d'Orange leur interdit l'accès aux postes officiels. Christian a enfin quartier libre pour se consacrer à la science.

### Vie privée et familiale
Les hommes illustres ne sont pas les seuls à retenir son attention. En 1663, il y eut aussi une Française, Marianne Petit, fille d'un ingénieur. Mais la vocation de Marianne est de se retirer au couvent, auquel cas un hérétique protestant n'est pas indiqué pour l'en dissuader. C'est donc en vain qu'il la courtise et cette déception amoureuse l'accable pendant des mois. Dans sa correspondance, on entrevoit plusieurs relations sentimentales et même quelque intention de se marier, mais, comme la plupart de ses œuvres, ce projet n'aboutit jamais. Dans le domaine privé, il ne manque pas de motifs pour sombrer dans la mélancolie. À mesure que les années passent, l'originalité de son esprit scientifique déteint sur sa vie domestique. Ses frères et sœurs se marient l'un après l'autre : Susanne en 1660, Constantijn en 1668 et Lodewijk en 1674. Il écrit à ce dernier : « Tu es le père d'un fils magnifique et moi, d'une invention, qui est magnifique à sa manière ». En janvier 1670, il se sent physiquement indisposé, mais c'est sa santé psychique qui est aussi en jeu. Convaincu de se trouver au seuil de la mort, il rassemble par écrit toutes les découvertes importantes qu'il n'a pas pris le temps de publier. L'incertitude qui pèse sur l'issue de sa maladie se prolonge pendant des semaines. Enfin remis sur pied, il quitte Paris et va trouver refuge dans sa vieille maison de La Haye où il retrouve l'atmosphère familiale et l'affection de ses proches. Vers la fin de l'année 1670, il peut envisager de reprendre sa vie courante. À la fin de sa vie, Huygens traîne sa solitude comme un boulet.

### Relations avec ses confrères
Huygens a été proche de Spinoza, ils parlent d'optique et d'astronomie. Il a beaucoup d'estime pour l'habileté manuelle de Spinoza, mais il n'est pas tenté par sa philosophie. Maxime Rovère souligne leurs différences sociales et surtout leurs différentes conceptions de la rationalité, Huygens refusant d’y voir la source de toute certitude, contrairement à Spinoza. Pour sa part, Spinoza admire la science de son confrère, mais n'est pas convaincu par sa technique de polissage.
En juillet 1655, Huygens est invité par son père à se rendre à Angers et profite de l'occasion pour visiter Paris, où il reste quatre mois. Sur l'intercession de son père, il est introduit dans les cercles du mathématicien Claude Mylon et de l'érudit Habert de Montmor, qui sont à l'origine d'institutions scientifiques très bien organisées et équipées, comme l'Académie française des Sciences et l'« Académie » de Marin Mersenne. À la Bibliothèque royale, il a l'occasion de rencontrer le poète Jean Chapelain, les astronomes Adrien Auzout et Ismaël Boulliau, le mathématicien Gilles Personne de Roberval, une constellation d'esprits curieux férus de mathématiques. C'est là que Jean Chapelain l'incite à publier — en 1656 — ses observations et la découverte de Titan, ce qu'il regrettera tout au long de sa carrière scientifique,.
En 1666, Colbert crée l'Académie royale des sciences dont Huygens sera nommé comme premier directeur scientifique. En 1667, commence la construction de l'Observatoire de Paris (achevée en 1672) par un acte fondateur mémorable : les mathématiciens de l'Académie sous la direction de Huygens tracent le méridien de Paris le jour du solstice d'été, le 21 juin. À l'automne 1672, arrive à Paris un jeune homme de 26 ans qui vient frapper à la porte de la Bibliothèque royale : Gottfried Wilhelm Leibniz, qui s'est mis en tête d'apprendre les mathématiques. Huygens accepte de l'instruire et les deux hommes se lient vite d'amitié. Progressivement, les rôles de maître et d'apprenti finissent par s'inverser en raison des progrès mathématiques foudroyants de Leibniz. Huygens restera à Paris quinze ans, jusqu'en 1681 lorsque, malade et dépressif, il retourne à La Haye. Il essaiera de revenir à Paris en 1685, mais son projet est anéanti par la révocation de l'édit de Nantes.
Il est la cible des moqueries de Robert Hooke — aussi prolifique que soupçonneux — lorsque celui-ci prétend que Huygens veut s'approprier sa découverte de l'horloge à ressort. Huygens est un homme de science motivé par la quête de savoir et vivant de l'émotion de la découverte. La paresse le gagne dès qu'il faut songer à publier et il déteste les conflits que suscite son activité de chercheur.
Isaac Newton et Huygens ne sont pas toujours d'accord dans le domaine scientifique, mais ils se respectent. Ils se rencontrent même le 12 juin 1689 lors de sa troisième visite en Angleterre. Newton fait l'éloge de la géométrie physique de Huygens et de sa manière d'approcher les problèmes. Il voit dans l'œuvre de Newton une magnifique démonstration mathématique, à laquelle il ne trouve pas vraiment de signification physique.

### L'astronome

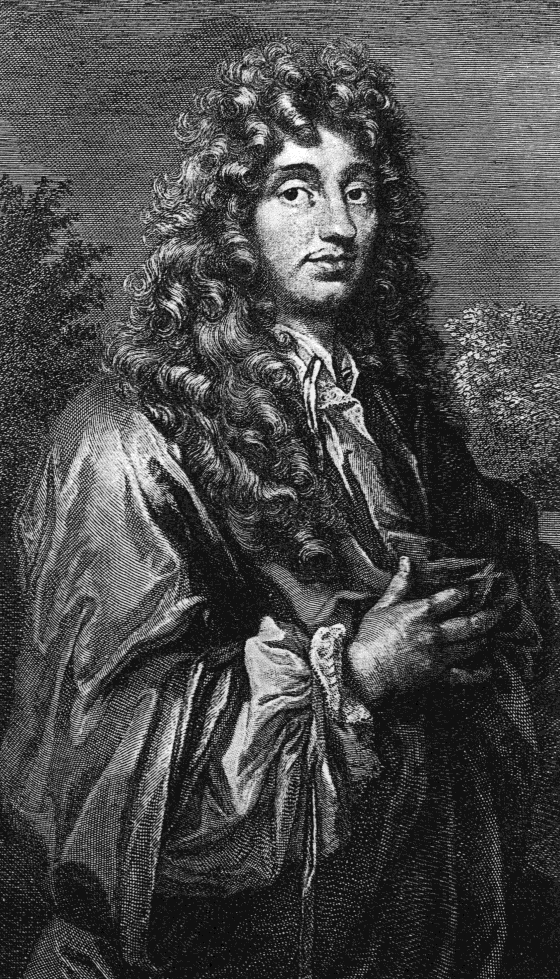
Christian Huygens.

À la fin du mois d'octobre 1652, Huygens avoue à Frans Van Schooten : « La dioptrique m'absorbe entièrement ». Il veut réaliser le télescope dont rêvait Descartes, mais avec des verres que les artisans savent fabriquer. Il est le premier à appliquer la loi de Snell pour calculer la distance focale avec exactitude, ainsi que le grossissement de toute lentille sphérique, et il sait déterminer la taille, la position et l'orientation des images. Il réalise l'ambition de Johannes Kepler de réduire la dioptrique à un problème mathématique. Il achève en deux ans le premier avant-projet de traité dans lequel il expose, en une centaine de pages et par suite de propositions enchaînées, son interprétation mathématique de la dioptrique. En 1654, avec l'aide de son frère Constantijn, il entreprend de tailler lui-même ses objectifs et ses oculaires. En mars 1655, les frères Huygens achèvent le montage de leur premier télescope. Christian observe d'abord la Lune et scrute ensuite les environs de Mars et Vénus, à la recherche de nouveaux satellites. Le premier de ses croquis de Saturne date du 25 mars 1655 ; cette nuit-là, il distingue un point brillant près de la planète et suit son évolution les nuits suivantes. Au bout de seize jours, le point est revenu à sa position initiale. Il avait observé ce qui sera nommé plus tard Titan, le premier et le plus grand satellite observé de Saturne. La chance a été de son côté, en effet, il l'a observé au moment où l'anneau était sur le point de se cacher,.
Il examine également les anneaux de Saturne et établit qu'il s'agit bien d'un anneau entourant la planète. Dans une lettre datée du 8 février 1656, il se vante d'avoir trouvé la cause de ce qui était pris pour des « oreilles » de Saturne par Galilée. En mars 1656, il publie De Saturni luna observatio nova (Nouvelles observations d'une lune de Saturne), un opuscule de deux pages prédisant que les « oreilles » réapparaîtraient en avril de cette même année, et invitant les scientifiques à présenter une explication apte à rivaliser avec la sienne. Il n'édite son explication qu'à l'été 1659, dans son traité Systemia Saturnium où est écrit à propos de Saturne : « Il est entouré d'un anneau plat et mince, qui ne le touche en aucun point et qui est incliné par rapport à l'écliptique »,.
Malgré ce que le titre du traité laisse entendre, il ne concerne pas uniquement Saturne. Huygens est le premier à observer des traits à la surface de Mars, et en suivant le déplacement de la tache de Syrtis Major — une vaste région de roche volcanique —, il remarque que la planète tourne autour d'un axe et peut même établir la durée de la journée martienne. Il fait aussi de nouvelles observations sur Jupiter et sur la nébuleuse d'Orion, découverte par Peiresc en 1610, où il aperçoit trois des étoiles qui forment en son centre l'amas du trapèze. Il équipe son télescope d'un micromètre à fils perfectionné — inventé en 1640 par l'astronome amateur William Gascoigne —, qui lui permet de mesurer précisément le diamètre angulaire des objets célestes et d'en apprécier le diamètre rapporté au diamètre terrestre, connu avec une bonne approximation à l'époque. Sur une base fragile, il obtient que le diamètre du Soleil est 111 fois plus grand que celui de la Terre (le chiffre correct est 109).
Après la publication du Systema Saturnium, Huygens est toujours décidé à mettre au point le télescope parfait. À partir de 1665, il investit beaucoup d'énergie à éliminer l'aberration sphérique, ses efforts aboutissent le 1er février 1669. Au lieu d'agir sur l'oculaire, il préfère doubler les lentilles de l'objectif. Le système formé d'une lentille biconcave et d'une autre plan-convexe se comporte comme un objectif hyperbolique sans aberration sphérique. Le modèle porte son sceau : c'est un mariage réussi de physique et de géométrie, où la matière corrige ses défauts en suivant des instructions mathématiques. Il doit bientôt déchanter : il lit l'article publié par Newton dans la revue Philosophical Transactions of the Royal Society où l'auteur met en doute l'avenir du télescope à réfraction, qui ne corrige pas (pas encore) l'aberration chromatique. La mort dans l'âme, il remplace le mot Eurêka écrit en date du 1er février 1669 par : « Cette invention est inutile à cause de l'aberration newtonienne qui produit des couleurs ». Ce demi-échec le conduira à des recherches sur la nature de la lumière. Il découvre aussi quelques nébuleuses et quelques étoiles doubles.

### Le mathématicien
C'est dans le domaine de la géométrie que Huygens fait ses premières découvertes, dans une branche comme les quadratures. À 22 ans, il détecte une erreur dans les résultats obtenus par le jésuite flamand Grégoire de Saint-Vincent et perfectionne une méthode de ce dernier pour créer des quadratures, et l'appliquer aux sections coniques (ellipses, hyperboles et paraboles). À partir d'une quadrature du cercle faite par approximation, il améliore la méthode d'Archimède du calcul des décimales de π.
Après avoir entendu parler de la correspondance de Blaise Pascal et Pierre de Fermat au sujet du problème des partis lors de son premier voyage à Paris en 1655, Huygens, encouragé par Frans Van Schooten, publie le premier livre sur le calcul des probabilités dans les jeux de hasard en 1657. Il y introduit comme notion fondamentale la « valeur de l'espérance » d'une situation d'incertitude. Ce livre, qu'il traduit en néerlandais en 1660, va jouer un rôle déterminant dans la diffusion de cette nouvelle mathématique ; il est repris en anglais (anonymement) par John Arbuthnot en 1692, en latin par Juan Caramuel y Lobkowitz en 1670, et de manière décisive par Jacques Bernoulli dans la première partie de son Ars conjectandi publié en 1715.
Il s'est opposé à Leibniz, à la fin de sa vie, dans la mesure où il lui semble que le calcul infinitésimal n'est au fond qu'une affaire de langage, la géométrie devant seule intervenir dans la mise en forme mathématique des phénomènes. Après l'avoir assimilé, il n'en voit pas l'intérêt, car il est capable, avec ses magnifiques développements géométriques, de résoudre n'importe quel problème que Leibniz lui soumet pour démontrer la supériorité de son calcul. Dans sa réponse à une lettre du marquis de l'Hospital qui débattait de la même question, il commente : « Je ne vois pas en quoi la méthode de calcul de Monsieur Leibniz serait nécessaire dans ce domaine et je ne crois pas non plus qu'elle soit aussi utile qu'il semble l'affirmer ». Le développement du calcul infinitésimal à la fin de sa vie lui montrera tout de même, comme le révèle sa correspondance avec Leibniz et le marquis, la puissance de cet outil.

#### Musique
En 1691, il écrit sa lettre touchant le cycle harmonique. Il juge non raisonnable le rejet par Salinas et Mersenne de la division en 31 parties de l'octave musicale. Il affirme avoir prouvé par ses propres calculs logarithmiques, qu'on parvient, par ce système, à conserver les notes du tempérament ordinaire avec une précision dont l’écart minuscule ne serait pas perceptible par l’oreille humaine. Il rappelle qu'il avait fait construire, par le passé, des claviers mobiles qu’on pouvait placer au dessus d’un clavier ordinaire afin de transposer la musique et il propose un système similaire afin de maîtriser les divisions multiples.

### Le physicien
La curiosité hyperactive de Huygens le pousse à travailler sur plusieurs fronts à la fois. Il passe de l'un à l'autre au gré de ses envies ou des pressions de son entourage. Ses recherches peuvent avancer ou stagner, progresser de front ou se retarder mutuellement. Deux élans contradictoires finissent par le paralyser : sa répugnance à considérer un projet et sa propension à s'engager constamment dans de nouvelles recherches.

#### Lois des chocs
Les premiers travaux du jeune Huygens touchent à l'élucidation des règles du choc. Il se penche très vite, dès 1652 sur les règles exposées par Descartes dans les Principes de la philosophie, qu'il pense incorrectes. Prenant appui sur la conservation cartésienne de la quantité de mouvement mv, il utilise astucieusement le principe de relativité pour changer de référentiel et parvient à déterminer les lois correctes du choc élastique. À cette occasion, il met en évidence la conservation des sommes des quantités mv 2, sans lui donner de signification physique particulière. Il ne publie ces règles qu'avec retard, en 1669, lors d'un concours lancé par la Royal Society, où John Wallis et Christopher Wren donnent eux aussi des règles satisfaisantes, quoique moins générales.

#### Instrument de projection
En 1659, Christian Huygens réalise le premier instrument de projection.

#### Pendule

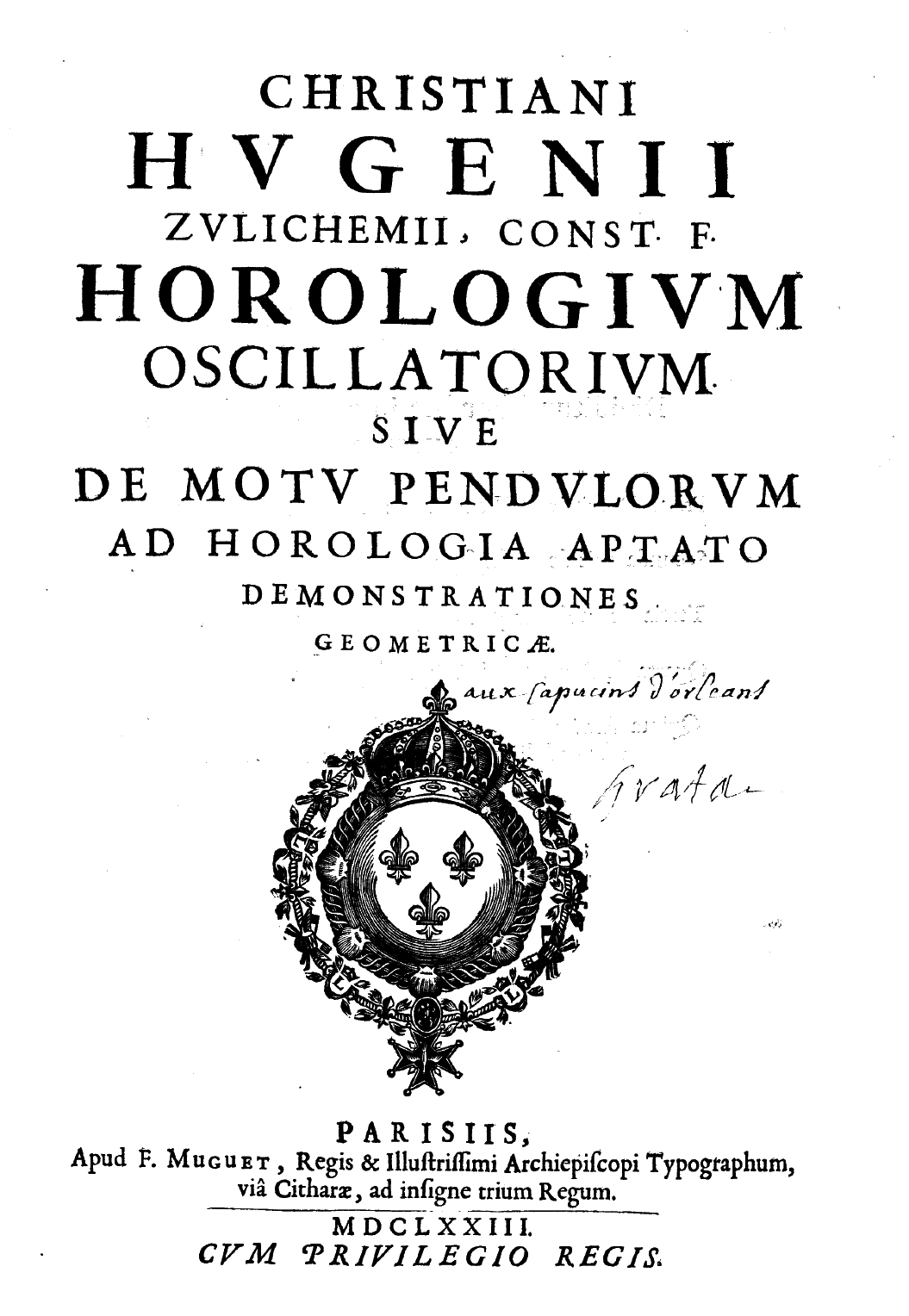
Horologium oscillatorium sive de motu pendulorum, 1673.

Entre 1658 et 1659, Huygens travaille à la théorie du pendule oscillant. Il a en effet l'idée de réguler des horloges au moyen d'un pendule, afin de rendre la mesure du temps plus précise. Il découvre la formule de l'isochronisme rigoureux en décembre 1659 : lorsque l'extrémité du pendule parcourt un arc de cycloïde, la période d'oscillation est constante quelle que soit l'amplitude. Contrairement à ce que Galilée avait cru démontrer dans les Discours concernant deux sciences nouvelles de 1638, l'oscillation circulaire du pendule n'est pas parfaitement isochrone si l'on excède une amplitude de 5 degrés par rapport au point le plus bas.
Pour appliquer cette découverte aux horloges, il faut placer près du point de suspension du pendule deux « joues » cycloïdales qui contraignent la tige semi-rigide à parcourir elle-même une cycloïde. L'ouvrage intitulé Horologium que Huygens publie en 1658 ne porte pas encore les fruits de cette découverte théorique et se contente de décrire un modèle innovant par sa régulation, et son système d'échappement, mais auquel il manque encore une maîtrise théorique qui ne sera publiée que dans l’Horologium Oscillatorium de 1673. Huygens détermine la période du pendule simple, qui s'exprime algébriquement sous la forme suivante (l étant la longueur du pendule, g la gravité et T la période) :
{\displaystyle T=2\pi {\sqrt {\frac {l}{g}}}}
En 1659, Huygens découvre la formule donnant la force centrifuge, mais ne publie les théorèmes qu'il a découverts qu'en 1673. En 1666, il commence à concevoir que la force centrifuge due à la rotation de la Terre puisse avoir une influence sur une différence de pesanteur entre les pôles et l'équateur. Il s'intéresse aux résultats donnés par plusieurs expéditions dans les décennies qui suivent visant à détecter une telle différence. Vers 1690, en même temps que Newton, il pense que cette différence de pesanteur est incompatible avec une forme purement sphérique de la Terre et donne une estimation de l'aplatissement de celle-ci,.
En 1665, à la suite d'expériences visant à embarquer des horloges sur des navires, Huygens découvre que deux horloges suspendues à une même poutre posée sur deux chaises peuvent se synchroniser,, ce qu'il appelle sympathie des horloges

#### Pompe à air
En 1661, Huygens assiste au couronnement de Charles II à Londres, avec la délégation diplomatique dont il fait partie. En 1662, il assiste avec enthousiasme aux expériences sur le vide de Robert Boyle et Robert Hooke, inspirés par l'œuvre pionnière de Otto von Guericke. De retour à La Haye au cours de l'été, il décide de fabriquer sa pompe à air et vers la fin de l'année, il se flatte d'avoir amélioré le modèle de Boyle. Il occulte les détails de son modèle de crainte d'être plagié. Ce n'est qu'en juin 1663 qu'il le présente à Londres, prêt à en prouver la supériorité. Robert Hooke explique à Robert Boyle — absent lors de la présentation — que l'invention du Hollandais n'est guère meilleure que la sienne.

#### Lumière

Correspondance.

Huygens est également connu pour ses arguments selon lesquels la lumière est composée d'ondes (voir : dualité onde-particule).
Après avoir lu l'article publié en février 1672 par Newton dans la revue Philosophical Transactions of the Royal Society, — où l'auteur met en doute l'avenir du télescope à réfraction, qui ne corrige pas l'aberration chromatique —, sa première réaction est la circonspection. Il soupçonne l'Anglais de répondre en partie, par sa critique dévastatrice, à une stratégie visant à mettre en valeur sa proposition de télescope à réflexion
En réponse à Isaac Newton, il se lance dans l'étude de la nature de la lumière, à la suite de savants tels que Ignace-Gaston Pardies et Rasmus Bartholin. Le 6 août 1677, il note dans son carnet un nouvel "Eurêka" : il a découvert, grâce aux propriétés des cristaux et de leur coupe géométrique, en particulier grâce au spath d'Islande, que les lois de réflexion et de réfraction de Snell-Descartes sont conservées si l'on suppose une propagation de la lumière sous la forme d'ondes. La double réfraction du spath d'Islande peut être expliquée avec la théorie ondulatoire, ce qui n'est pas le cas avec une théorie corpusculaire. En octobre 1677, il écrit à Jean-Baptiste Colbert pour lui annoncer qu'il a résolu le casse-tête, et au milieu de l'année 1679, il fait une présentation ordonnée de sa théorie devant l'Académie royale des Sciences.
La théorie ondulatoire, publiée en 1690 dans son Traité de la Lumière, sous une forme encore très peu développée et vite éclipsée par les succès newtoniens, ramène au jour le travail d'un auteur tel le père jésuite Pardies. Augustin Fresnel a repris en 1815 les travaux de Huygens comme point de départ de ses recherches sur la diffraction de la lumière.

#### Mécanique
En 1673, Huygens et son jeune assistant Denis Papin, mettent en évidence à Paris le principe des moteurs à combustion interne, qui conduiront au XIXe siècle à l'invention de l'automobile. Ils réussissent à déplacer un piston entraînant une charge de 70 kg sur 30 cm, en chauffant un cylindre métallique vidé d'air, empli de poudre à canon. Huygens est donc considéré comme le précurseur du moteur à combustion interne.
On lui doit aussi un théorème (théorème de Huygens) concernant des matrices d’inerties en mécanique du solide.

### Reconnaissance académique

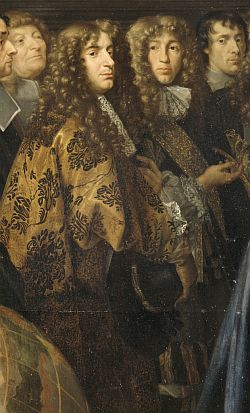
Portrait probable de Huygens (de face), détail de Colbert présentant à Louis XIV les membres de l'Académie des sciences, Henri Testelin, 1667.

Huygens est élu fellow de la Royal Society en 1663. En 1666, il devient le premier directeur scientifique de l'Académie royale des sciences fondée par Colbert à Paris. Il propose plusieurs projets directeurs de recherche à la jeune Académie, notamment la création d'un catalogue recensant et décrivant toutes les plantes connues. Denis Dodart y fera publier en 1676 ses Mémoires pour servir à l'histoire des plantes.
Participant à la réalisation de l'Observatoire de Paris, achevé en 1672, il y effectue encore d'autres observations astronomiques.

### Spéculations et méditations
Il est aussi conduit à méditer sur les relations entre la science et la croyance en général. C'est à ce moment qu'il s'interroge sur la manière de conforter l'hypothèse copernicienne. Dans son livre posthume Cosmotheoros, sive De terris cœlestibus, earumque ornatu, conjecturæ (La Haye, 1698) il illustre en deux parties les conséquences de la thèse copernicienne qu'il soutient : « qui partage avec Copernic l'opinion que notre Terre est une planète attirée et éclairée par le Soleil, comme le sont exactement tous les autres, ne peut éviter de se faire une idée sur la possibilité que les autres planètes aussi aient des habitants dotés de leur propre culture et de leurs propres arts » (incipit).
Il se situe en cela dans la tradition ouverte par Pierre Borel, Cyrano de Bergerac, Galilée ou Gassendi. D'une part, il se livre à des conjectures relatives à la possibilité d'autres formes de vie dans un univers où chaque soleil est un autre monde. Cette réflexion le conduit à justifier l'existence de planéticoles au titre d'une conséquence de la grâce divine qui doit nécessairement s'étendre à l'ensemble de l'univers et ne pas se limiter à notre Terre. Le Cosmotheoros est immédiatement traduit en anglais dès 1698, puis en néerlandais en 1699, en français en 1702, en allemand en 1703 et en russe en 1717, à la demande de Pierre le Grand, bien que le directeur de la typographie de Saint-Pétersbourg le considérât comme un livre « d'une perfidie satanique ». Piergiorgio Odifreddi en assure la première traduction en italien en 2017 ; dans son essai qui inclut également Plutarque et Képler, et intitulé Dalla Terra alle Lune (De la Terre aux Lunes), Odifreddi fait l'éloge de cette œuvre de Huygens (Rizzoli, septembre 2017).

### Fin de vie
Après quinze années vécues à Paris, Huygens retourne à La Haye en 1681 après une sérieuse maladie, et y prolonge sa convalescence. Le décès en 1683 de son principal protecteur, Colbert, et la révocation de l'édit de Nantes en 1685 ne lui permettent plus d'échapper à l'hostilité envers les Hollandais et aux courants de contre-Réforme qui agitent la France. Son père Constantijn lui offre son poste au service de Guillaume III, mais il est las des contraintes de la cour et refuse. Affligé par la mort de son père en 1687, il se retire dans la résidence d'été familiale de Hofwijck, où il se sent en exil.
Il adoucit les rigueurs de la solitude par la lecture des Philosophiae naturalis principia mathematica — Principes mathématiques de la philosophie naturelle — de Isaac Newton, qu'Edmond Halley lui a fait parvenir. À la mi-juin 1689, il est à Londres où il rencontre Robert Boyle et Newton. Au Gresham College, on organise une conférence dont l'histoire de la science n'oubliera ni l'ironie, ni l'originalité. Huygens explique la gravité et Newton, la double réfraction du spath d'Islande. On ignore les détails de leurs conversations durant l'été. Le séjour à Londres, en compagnie de la plus brillante société scientifique, lui rend l'austérité de Hofwijck insupportable et, à la fin de l'année 1689, il loue un appartement rue Noordeinde à La Haye. Dorénavant, il passe la moitié de l'année à la campagne et l'autre moitié en ville.
En février 1690, il reprend sa correspondance avec Leibniz et lui envoie son Traité de la lumière. Leibniz lui adresse un cours de calcul infinitésimal, dont il ne saisit pas l'importance future. C'est à cette époque qu'il rédige plusieurs manuscrits portant sur la nécessité de saisir d'une manière synthétique son œuvre, qui est finalement publiée dans son intégralité. En mars 1695, il appelle un notaire pour rédiger son testament. Il meurt à La Haye le 8 juillet 1695.

## Postérité
Le module faisant partie de la sonde Cassini et qui a atterri sur Titan a été baptisé du nom de Huygens. L'astéroïde (2801) Huygens a également été nommé en son honneur.